# Alcis destrigaria
Alcis destrigaria là một loài bướm đêm trong họ Geometridae.